# Goudour
Goudour est une localité du Cameroun située dans le département du Mayo-Tsanaga et la Région de l'Extrême-Nord, dans les monts Mandara, à proximité de la frontière avec le Nigeria. Elle fait partie de la commune de Mokolo.
C'est aussi le nom du massif montagneux.

## Population
En 1966-1967, Goudour comptait 1 997 habitants, pour la plupart Mofu. Lors du recensement de 2005, 4 386 personnes y ont été dénombrées.
On y parle notamment le mofu-gudur, une langue tchadique.